# Pozuelo del Páramo
Pozuelo del Páramo es un municipio y villa española de la provincia de León, en la comunidad autónoma de Castilla y León. Cuenta con una población de 392 habitantes (INE 2024).

## Geografía

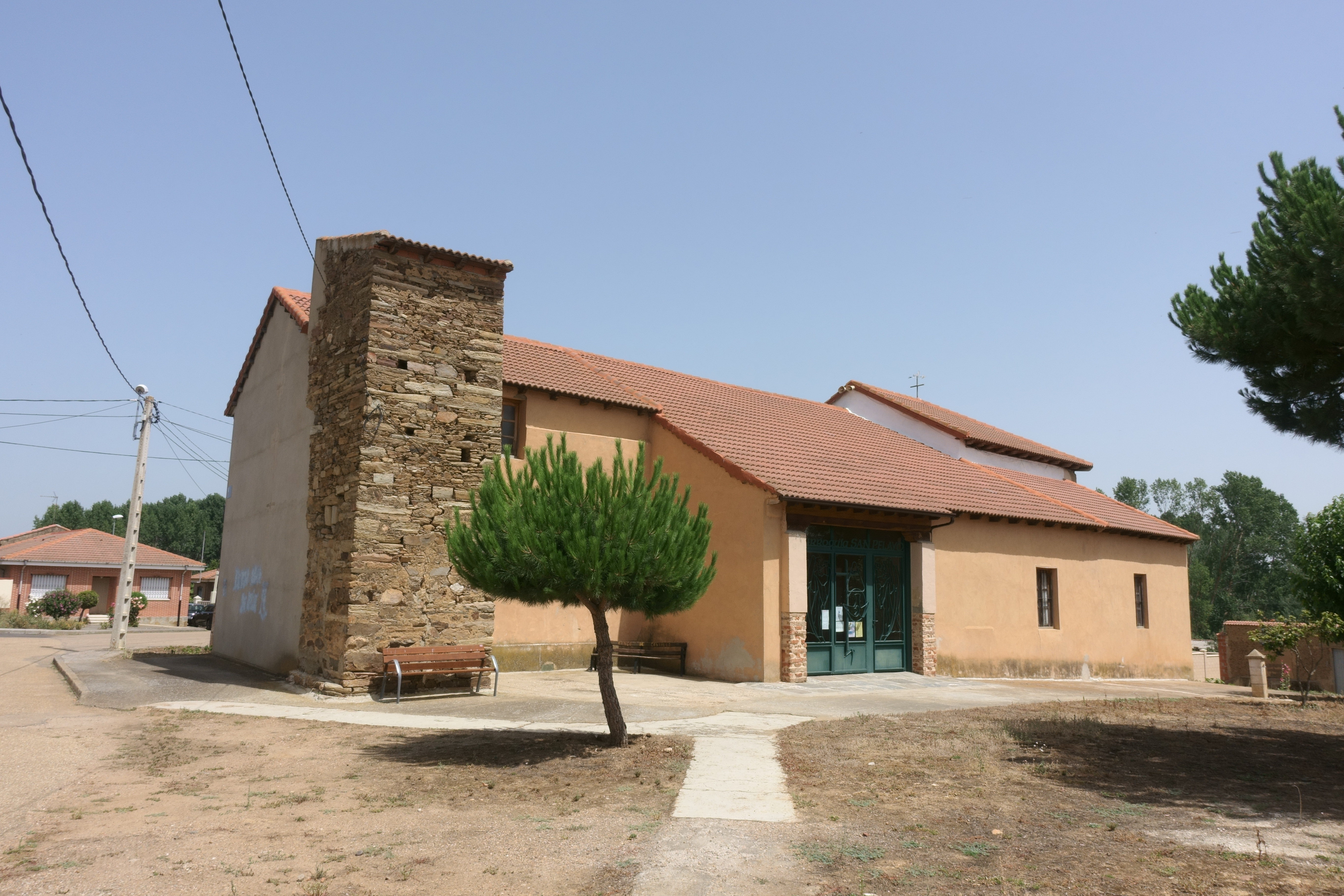
Iglesia de San Pelayo

Está integrado en la comarca del Páramo Leonés, situándose a 58 kilómetros de la capital provincial. El término municipal está atravesado por la Autovía del Noroeste (A-6), entre los pK 280 y 285. El relieve del territorio se caracteriza por el páramo que separa los ríos Órbigo y Esla, con una altitud que oscila entre los 780 y los 740 metros. El pueblo se alza a 759 metros sobre el nivel del mar. 
En el término municipal se encuentran las localidades de Altobar de la Encomienda y Saludes de Castroponce.
| Noroeste: Roperuelos del Páramo | Norte: Roperuelos del Páramo                              | Noreste: La Antigua           |
| Oeste: Alija del Infantado      |                                                           | Este: La Antigua              |
| Suroeste: Alija del Infantado   | Sur: Maire de Castroponce (Zamora) y San Adrián del Valle | Sureste: San Adrián del Valle |

## Demografía
Cuenta con una población de 392 habitantes (INE 2024).
| Gráfica de evolución demográfica de Pozuelo del Páramo entre 1857 y 2021 |
| |
| Población de derecho según los censos de población del INE Población de hecho según los censos de población del INE Entre el censo de 1857 y el anterior aparece este municipio porque se segrega de La Antigua |